# Trialeurodes ruborum
Trialeurodes ruborum là một loài côn trùng cánh nửa trong họ Aleyrodidae, phân họ Aleyrodinae.
Trialeurodes ruborum được Cockerell miêu tả khoa học đầu tiên năm 1897.